# Wolfgang Berthaler
Wolfgang Berthaler (* 27. Januar 1956 in Flintsbach am Inn) ist ein deutscher Kommunalpolitiker und ehemaliger Landrat im Landkreis Rosenheim.

## Werdegang
Nach der Mittleren Reife absolvierte er eine Ausbildung zum Bankkaufmann bei der Sparkasse Rosenheim und bildete sich anschließend zum Sparkassenbetriebswirt weiter.
Berthaler ist Mitglied der CSU. 1996 wurde er zum Ersten Bürgermeister der Gemeinde Flintsbach a. Inn gewählt.
2002 wurde er Mitglied im Rosenheimer Kreistags, dort hatte er bis 2014 die Funktion des Sprechers der Bürgermeister inne. Im März 2014 wurde er zum Landrat des Landkreises Rosenheim gewählt. Er setzte sich in der Stichwahl mit 58,92 % gegen Sepp Hofer (Freie Wähler) durch und wurde Nachfolger von Josef Neiderhell (jun.). Aufgrund eines Unfalls in seinem Büro war Wolfgang Berthaler von Juli 2018 an dienstunfähig und wurde durch den stellvertretenden Landrat Josef Huber vertreten. Seit 1. Mai 2020 ist Otto Lederer sein Nachfolger als Landrat.

## Ehrenamtliche Tätigkeiten
Von 1980 bis 1997 war Berthaler Erster Kommandant der Freiwilligen Feuerwehr Flintsbach a.Inn. Seit 2003 ist er Erster Vorsitzender des  Christlichen Sozialwerkes Degerndorf-Brannenburg-Flintsbach a. Inn e. V.
Für sein Engagement als Vorsitzender des von ihm gegründeten Fördervereins zur Instandsetzung der Burgruine Falkenstein erhielt Wolfgang Berthaler im Juni 2021 die Bayerische Denkmalschutzmedaille verliehen.
Berthaler ist seit 1977 verheiratet und Vater zweier Töchter.